# 丽芙·丽莎·弗里斯
丽芙·丽莎·弗里斯（德語：Liv Lisa Fries，1990年10月31日—）是一名德国女演员。她于1990年10月31日出生于德国柏林，在柏林潘科区长大。弗里斯曾在北京作为交换生学习。除了母语德语以外，她还会说英语，法语和汉语普通话。在2010年获得高中学位后，她进入大学学习哲学和文学科学，但是随着女演员的职业发展，她选择了辍学。
在2017年首演的德国电视连续剧《巴比伦柏林》中，弗里斯担任女主角扮演夏洛特·里特而开始成名。